# All-Ireland Senior Hurling Championship 1935
L'All-Ireland Senior Football Championship 1935 fu l'edizione numero 49 del principale torneo di hurling irlandese. Kilkenny batté in finale Limerick, ottenendo l'undicesimo titolo della sua storia.

## Formato
Si tennero solo i campionati provinciali di Leinster e Munster, i cui vincitori avrebbero avuto accesso diretto all'All-Ireland, dove avrebbe avuto accesso anche Galway, ammessa di diritto.

## Torneo
Leinster Senior Hurling Championship
| Tullamore 12 maggio 1935 Quarto di finale | Offaly | 7-10 – 4-3 | Kildare | O'Connor Park |

| Dublino 19 maggio 1935 Primo turno | Meath | 3-5 – 3-3 | Wexford | Croke Park |

| Portlaoise 26 maggio 1935 Semifinale | Kilkenny | 7-7 – 2-6 | Offaly | O'Moore Park |

| Mullingar 2 giugno 1935 Quarto di finale | Laois | 6-7 – 3-3 | Meath | Cusack Park |

| Athy 16 giugno 1935 Semifinale | Laois | 5-1 – 3-7 | Dublino | Geraldine Park |

| Birr 14 luglio 1935 Semifinale replay | Laois | 3-5 – 2-6 | Dublino | St. Brendan's Park |

| Portlaoise 21 luglio 1935 Finale | Laois | 0-6 – 3-8 | Kilkenny | O'Moore Park |

Munster Senior Hurling Championship
| 7 luglio 1935 Semifinale | Tipperary | 8-4 – 1-2 | Waterford | Carrick-on-Suir |

| Limerick 14 luglio 1935 Quarto di finale | Cork | 8-3 – 2-4 | Clare | Gaelic Grounds |

| Thurles 28 luglio 1935 Semifinale | Limerick | 3-12 – 2-3 | Cork | Thurles Sportsfield |

| Cork 11 agosto 1935 Finale | Limerick | 5-5 – 1-4 | Tipperary | Cork Athletic Grounds |

All-Ireland Senior Hurling Championship
| Birr 4 agosto 1935 Semifinale | Kilkenny | 6-10 – 1-8 | Galway | St. Brendan's Park |

| Dublino 1º settembre 1935 Finale | Kilkenny            | 2-5 – 2-4 | Limerick | Croke Park (46 591 spett.)\| Arbitro: \| Dr. T. Daly (Clare) \| |
| Arbitro:                         | Dr. T. Daly (Clare) |           |          |                                                                 |